# Přídavek na dítě
Přídavek na dítě je základní dávka státní sociální podpory v Česku, která se poskytuje rodinám s dětmi za splnění definovaných podmínek. Jedná se o dlouhodobý, každoměsíční příspěvek. Je dělen do tří kategorií podle věku nezaopatřeného dítěte. Smyslem přídavků na děti je částečné pokrytí nákladů spojených s výživou a výchovou nezaopatřených dětí.

## Přídavek na dítě v Česku
První kategorie je ohraničena stářím 6 let a příspěvek je 500 Kč měsíčně. Od 6 do 15 let je příspěvek 610 Kč a mezi 15 a 26 lety 700 Kč.

### Podmínky pro udělení příspěvku
Rodina má nárok na příspěvek na nezaopatřené dítě, pokud její čistý příjem nepřesahuje 2,7násobek životního minima rodiny. Příjem se posuzuje za předchozí kalendářní rok. Jako příjem se uvažuje také rodičovský příspěvek.
V případě úplné rodiny s jedním nezaopatřeným dítětem je hranice rozhodného příjmu 18 504 Kč.

### Žádost o přídavky na dítě
O přídavek na dítě je nutné podat písemnou žádost na předepsaném formuláři na krajské pobočce Úřadu práce. Do 18 let věku dítěte žádost podává zákonný zástupce, nebo soudem zmocněná osoba (například poručník nebo pěstoun). Po věku 18 let mohou žádost podávat sami nezaopatřené děti.
Náležitosti, které se přikládají se žádostí:
- průkaz totožnosti,
- u dětí do 15 let rodný list, nad 15 let občanský průkaz,
- Doklad o výši ročního příjmu nebo Prohlášení osob, které nemají příjmy rozhodné pro nárok na dávky,
- Doklad o výživném poskytovaném společně posuzovanou osobou,
- u dětí od 15 do 26 let Potvrzení o studiu, případně Potvrzení o zdravotním stavu, nebo Potvrzení o neschopnosti soustavně se připravovat na budoucí povolání nebo vykonávat výdělečnou činnost pro nemoc nebo úraz či Potvrzení o vedení v evidenci úřadu práce pro uchazeče o zaměstnání po skončení povinné školní docházky do 18. roku věku.

## Přídavek na dítě v Německu
V Německu přídavek na dítě není sociální dávkou a nárok na ně mají děti všech, kteří v Německu pracují a platí daně.
Protože přídavky pobírají i děti rodičů, z nichž jeden z rodičů v Německu pracuje, zatímco zbytek rodiny žije v původní zemi, vznikl návrh omezit výši přidavku podle životních nákladů v zemi, kde děti skutečně žijí. Tento návrh je ale v rozporu právem EU.